# Ordres de grandeur de superficie

## Exemples de valeurs de superficie
| Facteur (m2) | Multiple                                   | Valeur                                                                | Exemple                                                                                       |
| ------------ | ------------------------------------------ | --------------------------------------------------------------------- | --------------------------------------------------------------------------------------------- |
| 10-70        |                                            | 2,61 × 10-70 m2                                                       | la superficie de Planck, {\displaystyle {\frac {G\hbar }{c^{3}}}}                             |
| …            |                                            |                                                                       |                                                                                               |
| 10-30        | 1 femtomètre carré (fm2)                   |                                                                       |                                                                                               |
| 10-28        |                                            | 10-28 m2                                                              | 1 barn, approximativement la superficie d'une section efficace du noyau atomique de l'uranium |
| 10-24        | 1 picomètre carré (pm2)                    |                                                                       |                                                                                               |
| 10-20        | 1 ångström carré (Å2)                      |                                                                       |                                                                                               |
| 10-18        | 1 nanomètre carré (nm2)                    |                                                                       |                                                                                               |
| 10-12        | 1 micromètre carré (µm2)                   |                                                                       |                                                                                               |
| …            |                                            |                                                                       |                                                                                               |
| 10-8         |                                            | 0,055 mm2                                                             | la taille d'un pixel sur un écran d'ordinateur standard                                       |
| 10-7         |                                            |                                                                       |                                                                                               |
| 10-6         | 1 millimètre carré (mm2)                   | 2 mm2                                                                 | la surface d'une tête d'épingle                                                               |
| 10-5         |                                            |                                                                       |                                                                                               |
| 10-4         | 1 centimètre carré (cm2)                   | 5 cm2                                                                 | la taille d'un timbre postal standard                                                         |
| 10-3         |                                            | 48 cm2                                                                | la taille de la plus grande face d'un paquet de cigarettes                                    |
| 10-2         | 1 décimètre carré (dm2)                    | 0,060 m2                                                              | le format de papier à lettres américain (11 × 8½ pouces, Letter)                              |
| 10-2         | 1 décimètre carré (dm2)                    | 0,0625 m2                                                             | le format de papier international A4 (210 × 297 mm)                                           |
| 10-2         | 1 décimètre carré (dm2)                    | 0,093 m2                                                              | 1 pied carré (sq ft)                                                                          |
| 10-1         |                                            | 0,125 m2                                                              | le format de papier international A3 (297 × 420 mm)                                           |
| 10-1         | 0,181 m2                                   | la surface d'un ballon de basket-ball de diamètre 24 cm               |                                                                                               |
| 10-1         | 0,250 m2                                   | le format de papier international A2 (420 × 594 mm)                   |                                                                                               |
| 10-1         | 0,500 m2                                   | le format de papier international A1 (594 × 841 mm)                   |                                                                                               |
| 100          | 1 mètre carré = 1 centiare (ca)            | 1 m2                                                                  | le format de papier international A0 (841 × 1 189 mm)                                         |
| 100          | 1 mètre carré = 1 centiare (ca)            | 1–2 m2                                                                | la surface corporelle                                                                         |
| 100          | 1 mètre carré = 1 centiare (ca)            | 2–4 m2                                                                | la superficie d'un dessus de bureau                                                           |
| 101          |                                            | 10–20 m2                                                              | une place de parking                                                                          |
| 102          | 1 décamètre carré (dam2)                   | 100 m2                                                                | un are (a) (10 × 10 mètres)                                                                   |
| 102          | 1 décamètre carré (dam2)                   | 162 m2                                                                | taille d'un terrain de volley-ball (9 × 18 mètres)                                            |
| 103          |                                            | 4 047 m2                                                              | 1 acre                                                                                        |
| 103          | 5 400 m2                                   | taille d'un terrain de football américain                             |                                                                                               |
| 103          | 7 266 m2                                   | taille d'un terrain de football.                                      |                                                                                               |
| 104          | 1 hectomètre carré (hm2)                   | 10 000 m2                                                             | 1 hectare (ha) (100 × 100 mètres)                                                             |
| 104          | 1 hectomètre carré (hm2)                   | 55 000 m2                                                             | la base de la grande pyramide de Gizeh (5,5 ha)                                               |
| 105          |                                            | 190 000 m2                                                            | les jardins botaniques nationaux irlandais                                                    |
| 105          | 440 000 m2                                 | la superficie du Vatican ou du cimetière du Père-Lachaise             |                                                                                               |
| 106          | 1 kilomètre carré (km2)                    | 1,95 km2                                                              | la superficie de Monaco (pays classé 192e par superficie)                                     |
| 106          | 1 kilomètre carré (km2)                    | 2,59 km2                                                              | 1 mile carré                                                                                  |
| 106          | 1 kilomètre carré (km2)                    | 2,9 km2                                                               | la superficie de la Cité de Londres (pas Londres)                                             |
| 107          |                                            | 46,9 km2                                                              | la superficie de la ville de Reims.                                                           |
| 107          | 59 km2                                     | l'île de Manhattan                                                    |                                                                                               |
| 107          | 61 km2                                     | la superficie de Saint-Marin                                          |                                                                                               |
| 108          |                                            | 105,4 km2                                                             | la superficie de Paris.                                                                       |
| 108          | 581 km2                                    | la superficie du lac Léman                                            |                                                                                               |
| 108          | 641 km2                                    | la superficie de Toronto, au Canada                                   |                                                                                               |
| 109          |                                            | 1 092 km2                                                             | la superficie de Hong Kong ou de la Martinique                                                |
| 109          | 1 290 km2                                  | la superficie de Los Angeles                                          |                                                                                               |
| 109          | 1 550 km2                                  | la superficie de lac de retenue du Barrage des trois gorges, en Chine |                                                                                               |
| 109          | 2 187 km2                                  | la superficie de Tokyo                                                |                                                                                               |
| 109          | 5 700 km2                                  | la superficie de Bali                                                 |                                                                                               |
| 109          | 8 028 km2                                  | la superficie de Communauté autonome de Madrid                        |                                                                                               |
| 10           |                                            | 10 991 km2                                                            | la superficie de la Jamaïque ou du Liban (10 452 km2)                                         |
| 10           | 68 870 km2                                 | la superficie du lac Victoria                                         |                                                                                               |
| 10           | 83 858 km2                                 | la superficie de l'Autriche                                           |                                                                                               |
| 1011         |                                            | 103 000 km2                                                           | la superficie de l'Islande                                                                    |
| 1011         | 301 230 km2                                | la superficie de l'Italie                                             |                                                                                               |
| 1011         | 504 782 km2                                | la superficie de l'Espagne                                            |                                                                                               |
| 1011         | 780 580 km2                                | la superficie de la Turquie                                           |                                                                                               |
| 1012         | 1 mégamètre carré (Mm2) = 1 million de km2 | 1 Mm2                                                                 | la superficie de l'Égypte (pays classé 30e par superficie)                                    |
| 1012         | 1 mégamètre carré (Mm2) = 1 million de km2 | 7,69 Mm2                                                              | la superficie de l'Australie (pays classé 6e par superficie)                                  |
| 1012         | 1 mégamètre carré (Mm2) = 1 million de km2 | 9 Mm2                                                                 | l'extension la plus grande de l'Empire romain                                                 |
| 1013         |                                            | 10 Mm2                                                                | la superficie du Canada (en incluant l'eau)                                                   |
| 1013         | 14 Mm2                                     | la superficie de l'Antarctique.                                       |                                                                                               |
| 1013         | 17 Mm2                                     | la superficie de la Russie (pays classé 1er par superficie)           |                                                                                               |
| 1013         | 30 Mm2                                     | la superficie de l'Afrique                                            |                                                                                               |
| 1013         | 36 Mm2                                     | l'extension la plus grande de l'Empire britannique                    |                                                                                               |
| 1013         | 38 Mm2                                     | la superficie de la Lune                                              |                                                                                               |
| 1013         | 77 Mm2                                     | la superficie de l'Océan Atlantique                                   |                                                                                               |
| 1014         |                                            | 144 Mm2                                                               | la superficie de la surface de Mars                                                           |
| 1014         | 149,8 Mm2                                  | la superficie des terres émergées de la Terre                         |                                                                                               |
| 1014         | 179,7 Mm2                                  | la superficie de l'Océan Pacifique                                    |                                                                                               |
| 1014         | 360,70 Mm2                                 | la superficie de l'eau sur Terre[réf. souhaitée].                     |                                                                                               |
| 1014         | 510 Mm2                                    | la superficie de la surface de la Terre[réf. souhaitée].              |                                                                                               |
| 1015         |                                            | 762 000 Mm2                                                           | la superficie de la surface de Neptune.                                                       |
| 1016         |                                            | 4 400 000 Mm2                                                         | la superficie de la surface de Saturne                                                        |
| 1016         | 6 400 000 Mm2                              | la superficie de la surface de Jupiter                                |                                                                                               |
| 1017         |                                            | 4,6 × 1017 m2                                                         | superficie comprise par la révolution de la Lune autour de la Terre                           |
| 1018         | 1 gigamètre carré (Gm2)                    | 6,1 × 1018 m2                                                         | superficie de la surface du Soleil                                                            |
| 1019         |                                            |                                                                       |                                                                                               |
| 1020         |                                            |                                                                       |                                                                                               |
| 1021         |                                            |                                                                       |                                                                                               |
| 1022         |                                            | 1,1 × 1022 m2                                                         | superficie comprise par la révolution de Mercure autour du Soleil                             |
| 1022         | 3,7 × 1022 m2                              | superficie comprise par la révolution de Vénus autour du Soleil       |                                                                                               |
| 1022         | 7,1 × 1022 m2                              | superficie comprise par la révolution de la Terre autour du Soleil    |                                                                                               |
| 1023         |                                            | 1,6 × 1023 m2                                                         | superficie comprise par la révolution de Mars autour du Soleil                                |
| 1023         | 2,81 × 1023 m2                             | superficie de la surface d'une sphère de Dyson avec un rayon d'1 UA   |                                                                                               |
| 1024         | 1 téramètre carré (Tm2)                    | 1,9 × 1024 m2                                                         | superficie comprise par la révolution de Jupiter autour du Soleil                             |
| 1024         | 1 téramètre carré (Tm2)                    | 6,4 × 1024 m2                                                         | superficie comprise par la révolution de Saturne autour du Soleil                             |
| 1025         |                                            | 2,6 × 1025 m2                                                         | superficie comprise par la révolution de Uranus autour du Soleil                              |
| 1025         | 6,4 × 1025 m2                              | superficie comprise par la révolution de Neptune autour du Soleil     |                                                                                               |
| 1026         |                                            | 1,1 × 1026 m2                                                         | superficie comprise par la révolution de Pluton autour du Soleil                              |
| …            |                                            |                                                                       |                                                                                               |
| 1041         |                                            | 7 × 1041 m2                                                           | Globalement, la superficie du disque de la Voie lactée, notre Galaxie                         |